# 이웃집 스파이
《이웃집 스파이》(영어: Keeping Up with the Joneses)는 2016년 개봉한 미국의 액션 코미디 영화이다. 그레그 머톨라가 감독을, 마이클 리저가 각본을 맡았다.
미국에서 2016년 10월 21일에 개봉하였다.

## 줄거리
애틀랜타 군수산업체 MBI 인사부에서 일하는 제프와 아내 캐런 개프니는 겉보기에 완벽한 새 이웃 존스 부부를 알게 된다. 팀 존스는 여행 작가이며 유리 세공이 취미이고, 내털리는 소셜 미디어 상담사, 요리 블로거, 독지가이다. 하지만 곧 개프니 부부는 존스 부부의 수상쩍은 행동을 발견하고, 이들과 함께 MBI가 엮인 국제 안보 위기 상황에 휘말린다.

## 출연
- 잭 갤리퍼내키스 - 제프 개프니 역
- 존 햄 - 팀 존스 역
- 아일라 피셔 - 캐런 개프니 역
- 갈 가도트 - 내털리 존스 역
- 맷 월시 - 댄 크레이버스턴 역
- 메리베스 먼로 - 메그 크레이버스턴 역
- 패튼 오즈월트 - 브루스 스프링스타인 / 스코피언 역
- 케빈 던 - 칼 프롱거 역
- 조나 샤오 - 스테이시 청 역
- 보비 리 - 리키 루 역
- 제프 체이스
- 마시 풀란

## 기타 제작진
- 미술: 마크 리커
- 의상: 루스 E. 카터

## 같이 보기
- 미스터 & 미세스 스미스